# Ренат Дадашов
Ренат Дадашов (на азербайджански: Renat Dadaşov) е азербайджански футболист от лезгински произход, играещ за отбора на Улвърхемптън Уондърърс във Висшата лига на Англия и националния отбор на Азербайджан. Брат му Руфат също е футболист и играе за Финикс Райсинг в САЩ.

## Клубна кариера
Роден и израстнал в Германия, Дадашов минава през школите на РБ Лайпциг и Айнтрахт Франкфурт. На 19 май 2017 г. подписаа договор с Айнтрахт, но не му е даден шанс в първия тим. За формацията до 19-годишна възраст вкарва 14 гола в 22 мача. През 2018 г. преминава в португалския Ещорил във второто ниво на португалския футбол Лига Про. Дебютира на 11 август в мач срещу втория отбор на Порто, спечелен от Ещорил с 4:0. Нападателят изиграва общо 22 мача през сезона, но вкарва само 4 попадения.
Играчът обаче е забелязан от английския Улвърхемптън и треньорът Нуно Ешпирито Санто решава да даде шанс на младежа, като клубът подписва договор с него. Веднага след като подписва с „вълците“ обаче Дадашов е даден под наем на Пасош де Ферейра, за да се обиграва. За Пасош записва 7 двубоя. През август 2020 г. е даден отново под наем, този път в швейцарския Грасхопърс. Дадашов обаче така и не дебютира за тима, защото получава тежка травма в коляното и през октомври същата година наемът е прекратен.

## Национален отбор
Започва да играе в юношеските формации на Азербайджан, като през 2014 г. записва 4 мача и вкарва 1 гол за отбора до 16 г. След това обаче Дадашов избира да играе за Германия, като вкарва 4 гола в 6 мача за формацията до 16 г. и 13 гола в 15 мача за Германия до 17 г. Също достига полуфиналите на Европейското първенство за юноши през 2016 г.
През 2017 г. обаче отново облича екипа на Азербайджан, тъй като получава възможност да дебютира за мъжкия национален отбор. Това се случва на 5 септември в мач със Сан Марино.